# طلا و مس
طلا و مس فیلمی در ژانر درام از همایون اسعدیان محصول سال ۱۳۸۷ است که در بیست و هشتمین جشنوارهٔ فیلم فجر به نمایش درآمد.

## داستان
سیدرضا طلبه‌ای است که به تازگی با خانواده‌اش به تهران آمده، تا در کلاس‌های استاد اخلاقی که وصف او را بسیار شنیده است شرکت کند. اما متوجه بیماری اسکلروز چندگانه همسرش زهرا می‌شود و به ناچار برای تهیه هزینهٔ درمان او تغییراتی در سبک زندگی خود می‌دهد.

## عوامل تولید
- کارگردان: همایون اسعدیان
- تهیه‌کننده: منوچهر محمدی
- فیلمنامه‌نویس: حامد محمدی
- مدت: ۹۷ دقیقه
- صدابردار: ساسان نخعی
- صداگذار: ساسان نخعی – مسعود بهنام
- طراح صحنه و لباس: مرجان گلزار
- چهره پرداز: مهرداد میرکیانی
- فیلمبردار: حسین جعفریان
- تدوینگر: بهرام دهقان
- موسیقی: آریا عظیمی نژاد
- عکاس: محمد مهدی دل خواسته
- مدیر تولید: مجید کریمی

## بازیگران
- بهروز شعیبی
- نگار جواهریان
- سحر دولتشاهی
- جواد عزتی
- رضا رادمنش
- مهران رجبی

## جوایز

### بیست و هشتمین دوره جشنواره فیلم فجر
| قسمت                     | نامزد           | نتیجه    |
| ------------------------ | --------------- | -------- |
| بهترین فیلم              | منوچهر محمدی    | نامزدشده |
| بهترین کارگردانی         | همایون اسعدیان  | نامزدشده |
| بهترین بازیگر نقش اول زن | نگار جواهریان   | برنده    |
| بهترین فیلمنامه          | حامد محمدی      | نامزدشده |
| بهترین موسیقی متن        | آریا عظیمی‌نژاد  | نامزدشده |
| بهترین چهره‌پردازی        | مهرداد میرکیانی | نامزدشده |
| بهترین تدوین             | بهرام دهقانی    | نامزدشده |
| جایزه ویژه هیئت داوران   | همایون اسعدیان  | برنده    |

### دوازدهمین دوره جشن حافظ
| قسمت                      | نامزد          | نتیجه    |
| ------------------------- | -------------- | -------- |
| بهترین فیلم               | منوچهر محمدی   | نامزدشده |
| بهترین کارگردانی          | همایون اسعدیان | نامزدشده |
| بهترین بازیگر زن سینما    | نگار جواهریان  | نامزدشده |
| بهترین فیلمنامه           | حامد محمدی     | برنده    |
| بهترین دستاورد فنی و هنری | بهرام دهقانی   | نامزدشده |

- تندیس بهترین بازیگر زن نقش اول / چهاردهمین جشن خانه سینما / طلا و مس / ۱۳۸۹
- تندیس انجمن و جایزه بهترین بازیگر نقش اول زن / طلا و مس / چهارمین جشن انجمن منتقدان و نویسندگان سینمای ایران / ۱۳۸۹

## بازتاب‌ها
طلا و مس با بازتاب خوبی در جشنواره‌های آمریکایی و کانادایی روبرو گردید و جشنواره‌های آناهایم، پالم اسپرینگز، موزه هنرهای عالی بوستون، و سان فرانسیسکو از آن با تحسین یاد کردند.